# Michal Vostrý
Michal Vostrý (* 26. června 1991 Karlovy Vary) je český speciální pedagog, ergoterapeut a vysokoškolský učitel, od listopadu 2023 děkan Fakulty zdravotnických studií Univerzity Jana Evangelisty Purkyně (FZS UJEP). 

## Životopis
Narodil se v červnu 1991 v Karlových Varech. V letech 2007 až 2011 ve městě absolvoval na Střední zdravotnické škole a Vyšší odborné škole zdravotnické studium oboru masér sportovní a rekondiční, zakončoval maturitní zkouškou. V letech 2011 až 2014 studoval ergoterapii na Fakultě zdravotnických studií Univerzity Jana Evangelisty Purkyně v Ústí nad Labem a získal tak bakalářský titul. Na téže fakultě pak navázal studiem oboru vychovatelství pro speciálně pedagogické instituce, po jehož absolvování získal v roce 2016 také magisterský titul. V letech 2015 až 2017 zároveň absolvoval magisterské studium oboru speciální pedagogika – poradenství a získal tak druhý magisterský titul. V letech 2016 až 2018 zároveň absolvoval rigorózní řízení v oboru speciální pedagogika na Pedagogické fakultě Masarykovy univerzity (PdF MU) v Brně a stal se tak doktorem filozofie. V letech 2016 až 2019 zároveň na PdF MU absolvoval doktorské studium speciální pedagogiky, které úspěšně zakončil ziskem titulu Ph.D.
V roce 2015 začal Vostrý působit na FZS UJEP jako asistent, v roce 2016 zároveň začal působit jako učitel na fakultním centru celoživotního vzdělávání. V letech 2016 až 2018 byl asistent Katedry ergoterapie, kde se po zisku titulu Ph.D. stal v roce 2019 navíc odborným asistentem. V letech 2017 až 2019 působil jako tajemník Katedry ergoterapie FZS UJEP, v roce 2019 se stal tajemníkem Katedry speciální a sociální pedagogiky na Pedagogické fakulty Univerzity Jana Evangelisty Purkyně a také ředitelem Centra pro sociální inovace a inkluzi ve vzdělávání, přičemž již od roku 2017 na PdF UJEP působil jako vědecký pracovník. V září 2019 začal pracovat také jako rehabilitační pracovník na psychiatrickém oddělení v Masarykově nemocnici. V roce 2020 začal působit jako externí vyučující na Katedře andragogiky a managementu vzdělávání na Pedagogické fakultě Univerzity Karlovy (PedF UK).
V říjnu 2023 byl Vostrý ve svých 32 letech zvolen děkanem FZS UJEP, když ve funkci vystřídal Zdeňka Havla. Ve volbě totiž získal hlasy všech členů fakultního akademického senátu, ačkoliv proti němu kandidoval profesor Stanislav Novák. Vostrý se funkce ujal v listopadu téhož roku. Do svého zvolení děkanem působil jako proděkan pro vědu a zahraniční vztahy. V roce 2024 se habilitoval na PedF UK v oboru speciální pedagogika.
Michal Vostrý je svobodný a žije v Karlových Varech. Je členem České asociace ergoterapeutů a Asociace speciálních pedagogů.